# Antonio Sicurezza
Antonio Sicurezza, né le 25 février 1905 à Santa Maria Capua Vetere et décédé le 29 août 1979 à Formia) est un peintre italien actif en bas-Latium et représentatif de l’art contemporain.

## Biographie

### Éducation
Les années de formation à Naples n’ont pas été faciles pour Antonio Sicurezza, dont les parents se sont sacrifiés pour ses études. Il termine ses études et obtient une bourse en qualité d’élève le plus doué parmi les quatre facultés de l’Académie des beaux-arts de Naples. Il a pour maîtres Carlo Siviero, Vincenzo Volpe, Vincenzo Migliaro et Paolo Vetri.

Son premier contact avec le territoire de Formia a lieu dans les années 1933-1934, lorsqu’il reçoit la commande de peindre la chapelle de saint Antoine de l’église dell’Annunziata de Maranola. Il y fait la connaissance de Virginia Mastrogiovanni qu’il va épouser en 1934. Virginia, qui est institutrice dans le primaire, le pousse à enseigner le dessin à l’école.
Après quelques années écoulées dans la paix d’un petit pays au bout du Mont Altino, ils déménagent à Castellone di Formia, où ils achètent une maison et un terrain sur la colline de Santa Maria la Noce.

### La guerre et la reconstruction
Dans la période critique de la guerre, sa famille de quatre enfants se réfugie dans une grotte près de Coreno Ausonio, puis ils passent le front en arrivant jusqu’en Calabre. La guerre terminée, ils retournent à Formie où la maison a été miraculeusement épargnée, mais est occupée par des paysans sans toit, qui ont ravagé tous les outils : la vaisselle a disparu et les portraits ont servi de cible par les soldats.

La reconstruction et le retour au bien-être occupent la population après la guerre. Beaucoup d’églises ont été endommagées ou détruites: dans l’église Sainte-Thérèse les fresques représentant les anges musiciens que le peintre a réalisées dans la chapelle de la Vierge de Pompéi ont été détruites, tandis qu’on retrouve deux ovales figurant le pape Léon XIII et saint Bartolo Longo.

La quête de commandes pour remplacer les peintures d’autel détruites pendant la guerre se révèle difficile à cause de la méfiance du clergé et la grave crise économique: il lui faut donc s’adapter au marché et se borner au nombre limité des sujets iconographiques traditionnels demandés par les églises. Son choix se justifie par la volonté de demeurer dans le domaine religieux et pour des raisons strictement économiques.

### La maturité artistique

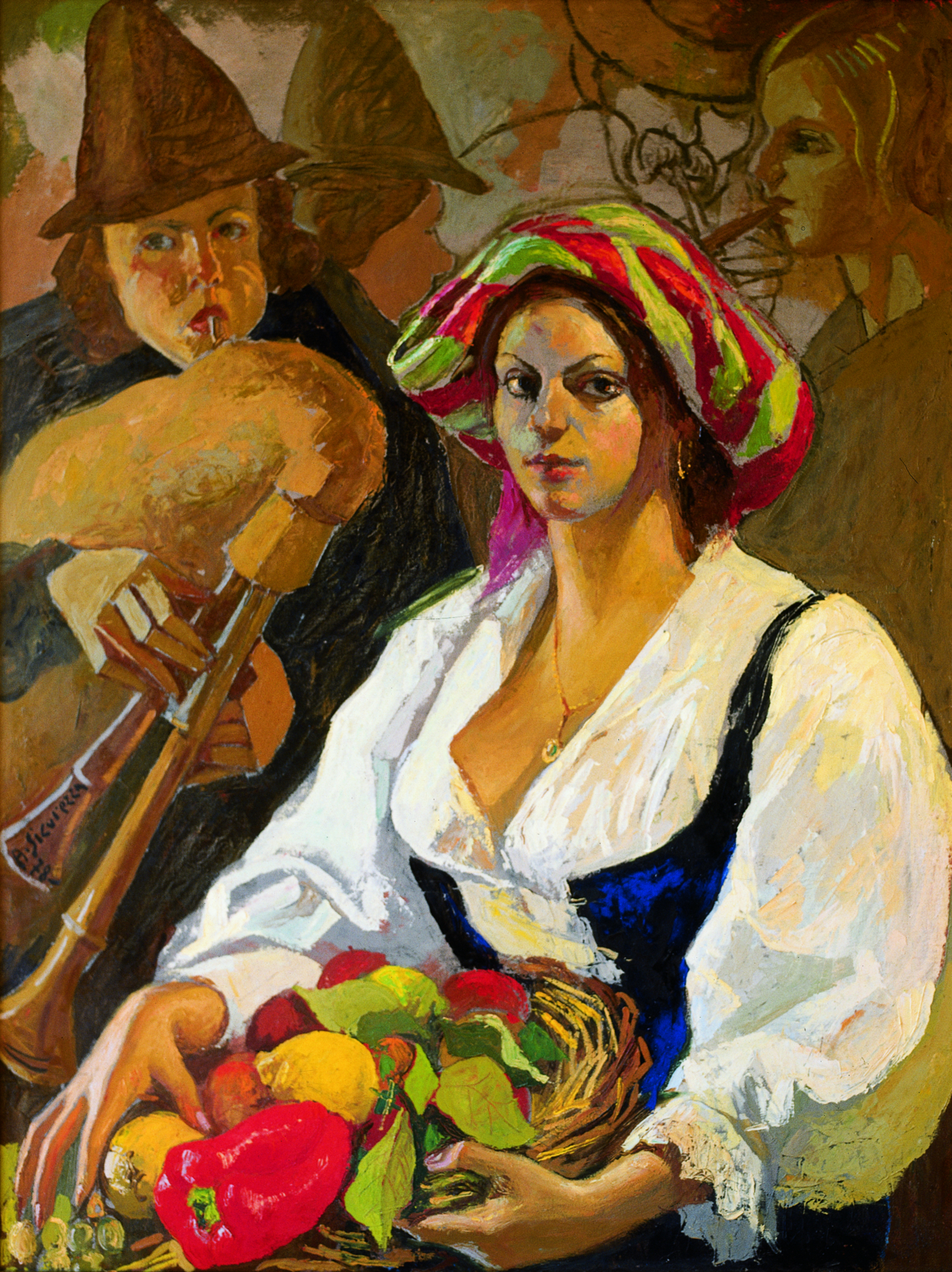
La Mariée de Formia, 1978.

Lorsqu’il peut s’exprimer en liberté, le peintre réalise ses véritables chefs-d’œuvre : les peintures dans l’abside de l'église San Giovanni (Saint-Jean), la représentation de sainte Albine (Santa Albina) dans l’église Saint-Érasme, et surtout saint François et l'Annonciation dans l’église Notre-Dame-du-Carmel-et-Saint-Roch de Pico. Dans l’arrière-plan de ces peintures, Antonio Sicurezza reproduit soigneusement et d’une façon très lisible le paysage et les monuments locaux pour qu’ils soient immédiatement reconnaissables aux yeux des fidèles : dans les fresques de sainte Balbine et de saint François, l’ample golfe de Gaëte s’étend dans le fond. 

L’enseignement du dessin à l’école lui permet d’un côté de s’entourer de jeunes gens qu’il aime et qu’il parfois préfère aux adultes, de l’autre l'empêche de se consacrer entièrement à l’activité de peintre. En été, il passe beaucoup de temps en plein air, en peignant paysages et ruelles, en hiver il travaille le fusain, l'aquarelle ou la tempera, en réalisant des études pour les œuvres religieuses qu’on lui commande ou des natures mortes qu’il accomplit avec beaucoup de légèreté et de finesse, mais qui le laissent insatisfait du point de vue de l’évocation de l’atmosphère et de la lumière.

Après l’été 1956, on ne lui renouvelle plus son contrat d’enseignement: il se retrouve libre de disposer à loisir de son temps. Il peut alors ranger son atelier qu’il a fait construire au milieu de figuiers à Santa Maria la Noce. Il se travaille aux études et aux cartons préparatoires pour les grandes œuvres de sujet religieux qu’on lui commande, en se bornant aux fusains et aux pastels pour les petites esquisses et en employant les couleurs à l’huile surtout pour les portraits et les natures mortes.

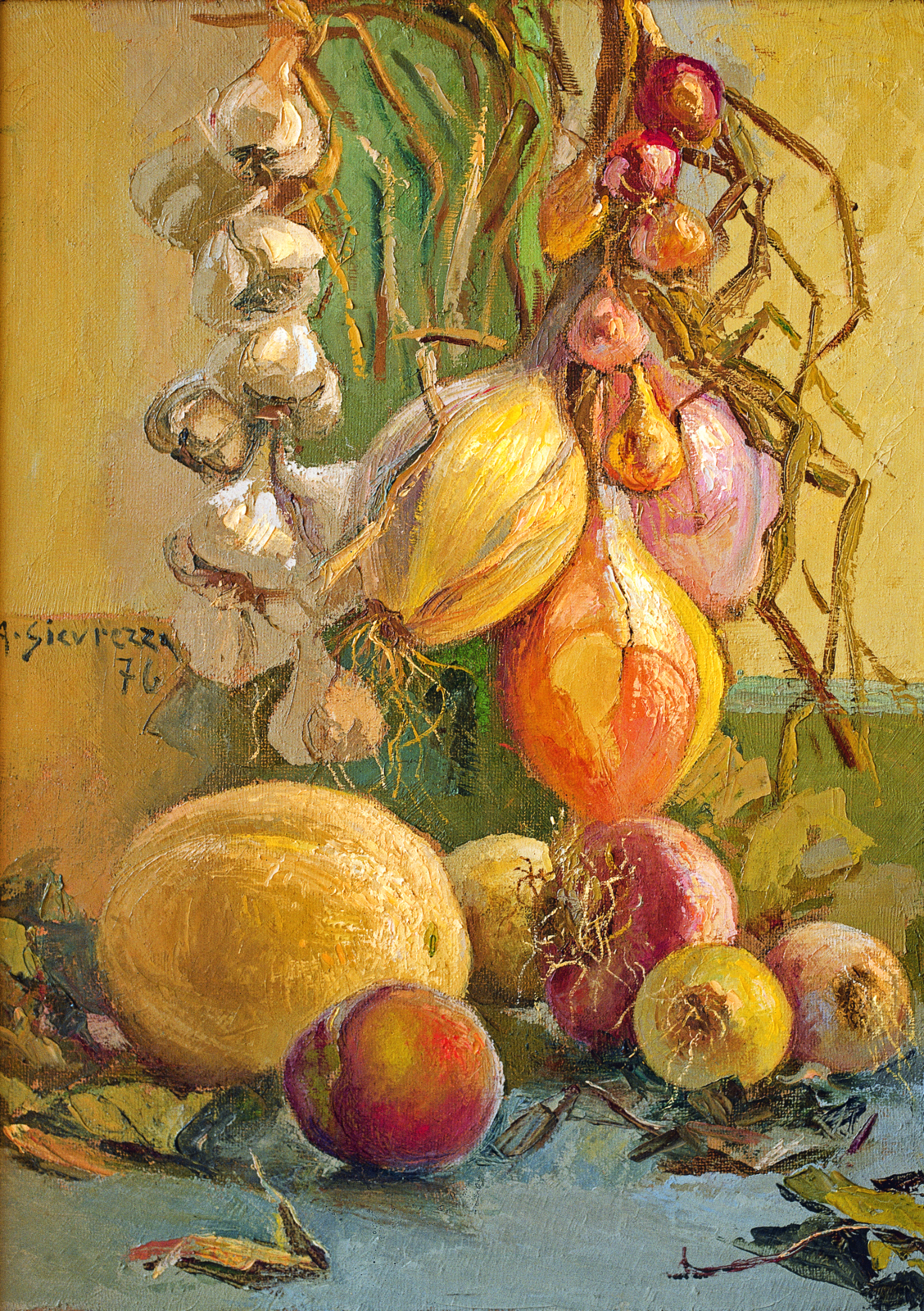
Nature morte aux oignons, 1976.

À la fin des années cinquante, un véritable révolution de style se passe dans son travail: il commence à employer en façon presque exclusive la spatule au lieu du pinceau. La plupart des œuvres exposées à Rome en 1961 et les tableaux qui ont reçu un prix dans l’exposition Italie 1961 de Turin sont déjà un témoignage du large emploi de la spatule dans la représentation de la figure humaine et des objets. 

Ses enfants grandissent, il se consacre de plus en plus aux expositions personnelles et collectives. L’impression qu’on a en face de cette phase est celle d’une production en quête de visibilité et faible du point de vue de l’inspiration générale, surtout à cause de l'irrégularité des commandes. Cette limite se justifie à la lumière du manque d’un agent de vente officiel ou d’un galeriste; en outre le peintre est resté toujours attaché à un domaine trop étroitement provincial, hors des choix artistiques des grands centres culturaux et politiques de son époque. Néanmoins il reçoit souvent des jugements assez favorables, des prix et même des mentions dans les catalogues des artistes contemporains.

### La production intense et les dernières années
Dans les dernières années, Antonio Sicurezza et sa femme se déplacent d’abord à Vindicio et ensuite au centre de Formia. Dans cette dernière maison le désordre augmente de plus en plus : le peintre a besoin d’exploiter la lumière de chaque fenêtre par rapport au sujet à peindre. Malgré le désordre et son âge, il travaille sans cesse : pour achever un tableau il lui faut au moins cinq sessions, c’est-à-dire il réalise deux tableaux par semaine. Le matin, il aime peindre les sujets plus difficiles, les figures humaines et les nus, en y consacrant les premières énergies. Dans le salon, les parois sont presque complètement couvertes des peintures encadrées, tandis que d'autres tableaux sont ramassés dans tous les coins de la maison. C’est ici que le peintre reçoit ses admirateurs et ses élèves. À cette époque remontent les groupes de jeunes jouant de la musique que le peintre appelle “concertini” beaucoup de nus, de vigoureuses natures mortes et de paysages.

Pour la première fois, en 1978 Antonio Sicurezza ne prend pas part à la fête de l’Assomption à Santa Maria Capua Vetere: il se sent faible et fatigué pour les premiers symptômes du mal qui le tuera l’année suivante, à l’âge de 74 ans.

## Analyse critique

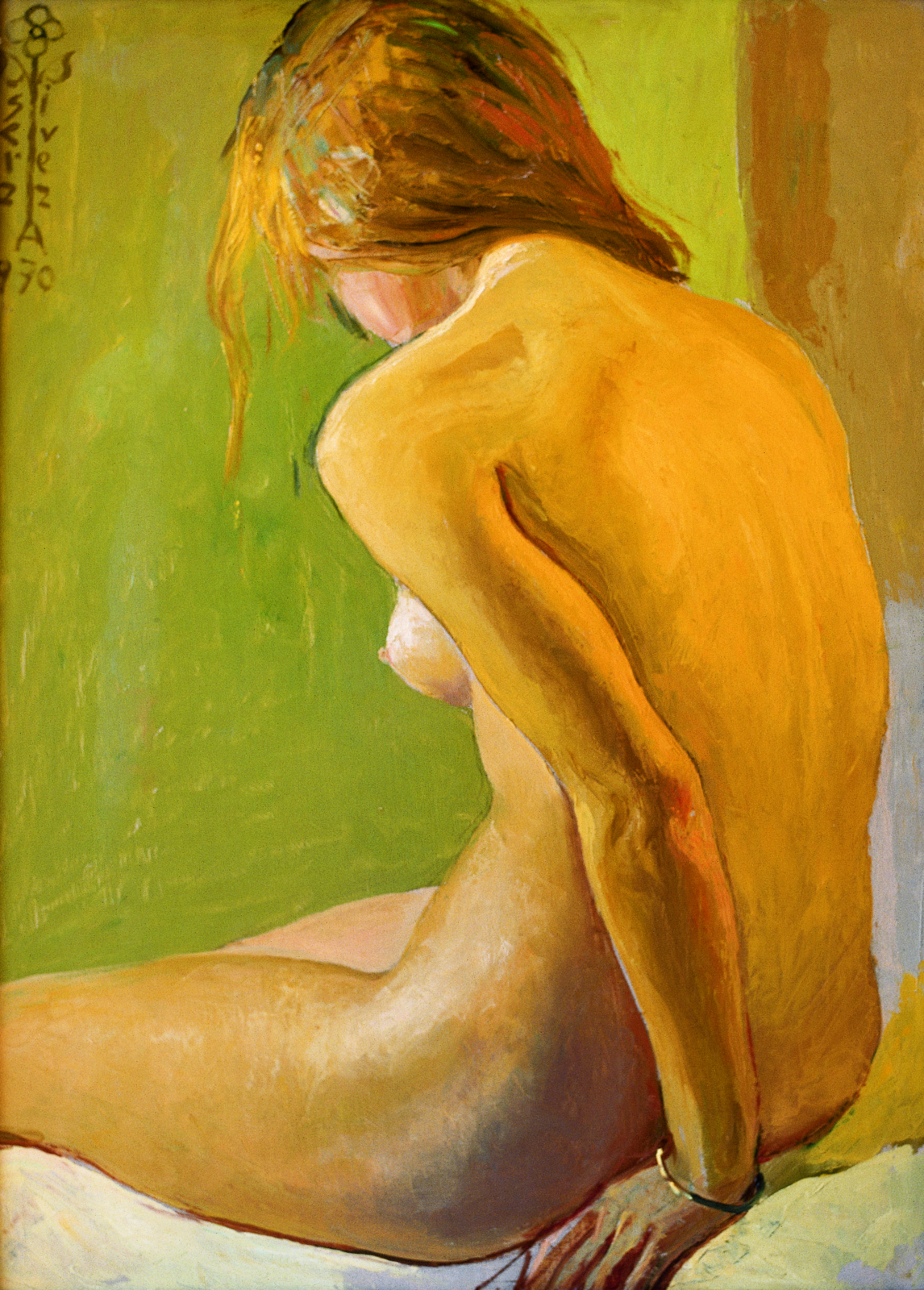
Épaules nues, 1970.

À la base de la poétique d’Antonio Sicurezza il y a des valeurs fondamentales : le respect de la dignité humaine et la sacralité du travail. Le peintre a continué à expérimenter pendant sa longue carrière en cherche d’une puissante synthèse dans la représentation picturale.

Son style se base sur deux éléments fondamentaux : la construction physique du sujet par la spatule pour distribuer la couleur et l’emploi de la technique de l’inachevé. Le résultat est un réalisme subjectif : la représentation est soigneuse en ce qui concerne le thème principal, laissée à l’intuition de l’observateur dans les parties secondaires et périphériques de la composition.

À propos de la couleur et de l’atmosphère, il faut faire deux considérations ultérieures: pour la couleur, Antonio Sicurezza  montre une véritable passion qui lui fait accepter des défis difficiles. Pour saisir l’atmosphère comme fait physique, il faut éclaircir qu’il s’agit de l’atmosphère de ce coin de monde où l’artiste a vécu, caractérisée par une étonnante luminosité et transparence, dans laquelle se placent les sujets de ses œuvres.

Dans un siècle qui transforme et bouleverse au fond la réalité, Antonio Sicurezza se place avec force dans le fil rouge du réalisme. L’artiste, au même temps, humble et têtu, parvient à trouver sa façon d’expression : ancienne pour l’héritage de la tradition, moderne et originelle dans sa réalisation.

«Le résultat rejoint par Antonio Sicurezza est le fruit de sa recherche où le moyen technique se montre capable de découvrir les sens le plus profonds de la réalité. Sa peinture est animée par une compréhension qui dépasse toute interprétation pour la respecter dans sa totalité. Pour cette raison, dans ses nus, la chair, quand elle est plus chair, est d'autant plus chaste. (Luigi Volpicelli)

À propos du nu féminin Elio Marcianò observe que «la réalité des belles figures de jeunes filles est pleine d’amour, de perfection classique, de chaste nudité» Guido Bernardi ferme son attention sur les petites choses représentées dans les tableaux du peintre qui par une merveilleuse intuition nous transmet continuellement sources de joie et de réflexion.

Mario Lepore reconnait dans ses œuvres le savoir-faire d’un métier bien maîtrisé et riche de ressources et surtout on lui reconnait un esprit authentique et des capacités narratives et picturales.
Son dessin et sa composition, sa sensibilité pour la couleur, la lumière, la réalité honnêtement mais poétiquement observée lui permettent d’aboutir à de bons résultats. On reconnait à l’artiste un lien très étroit avec la tradition populaire, donc il possède l’honnête et l’humble simplicité.

## Galerie
Dans l'ordre chronologique:

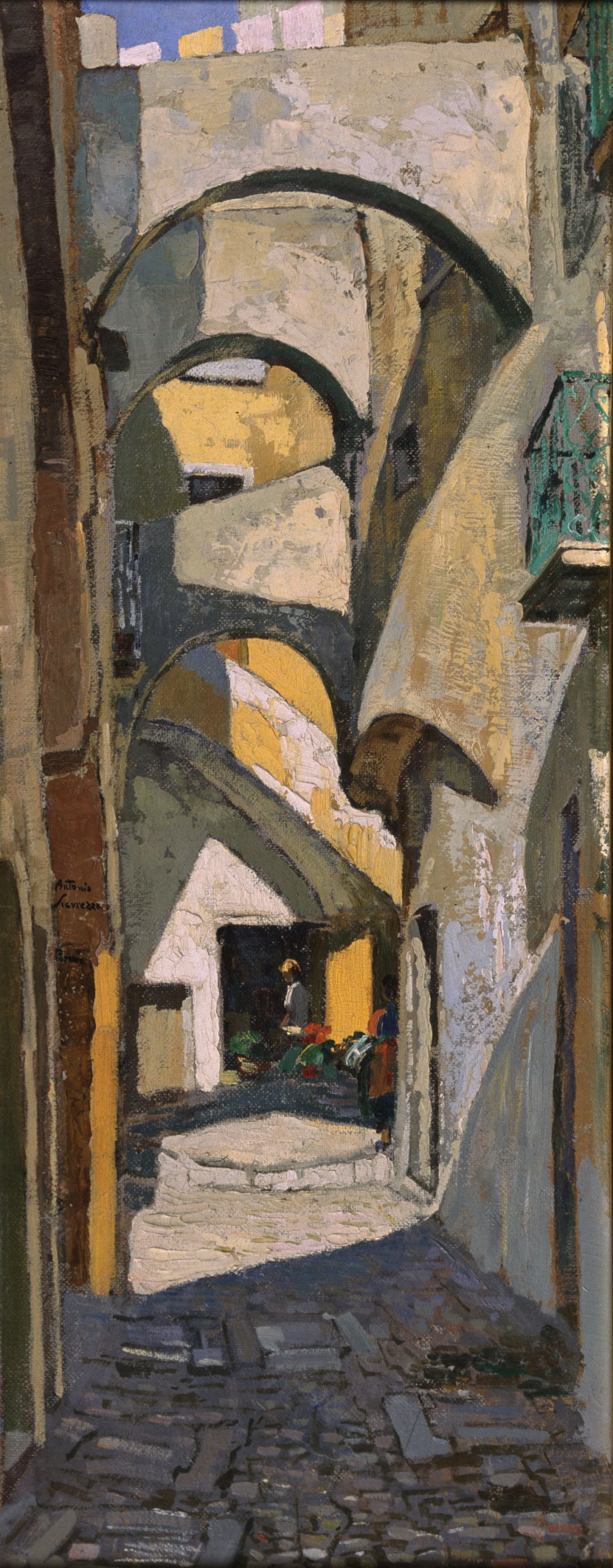
Vicolo di Formia, 1956 sur, collection privée
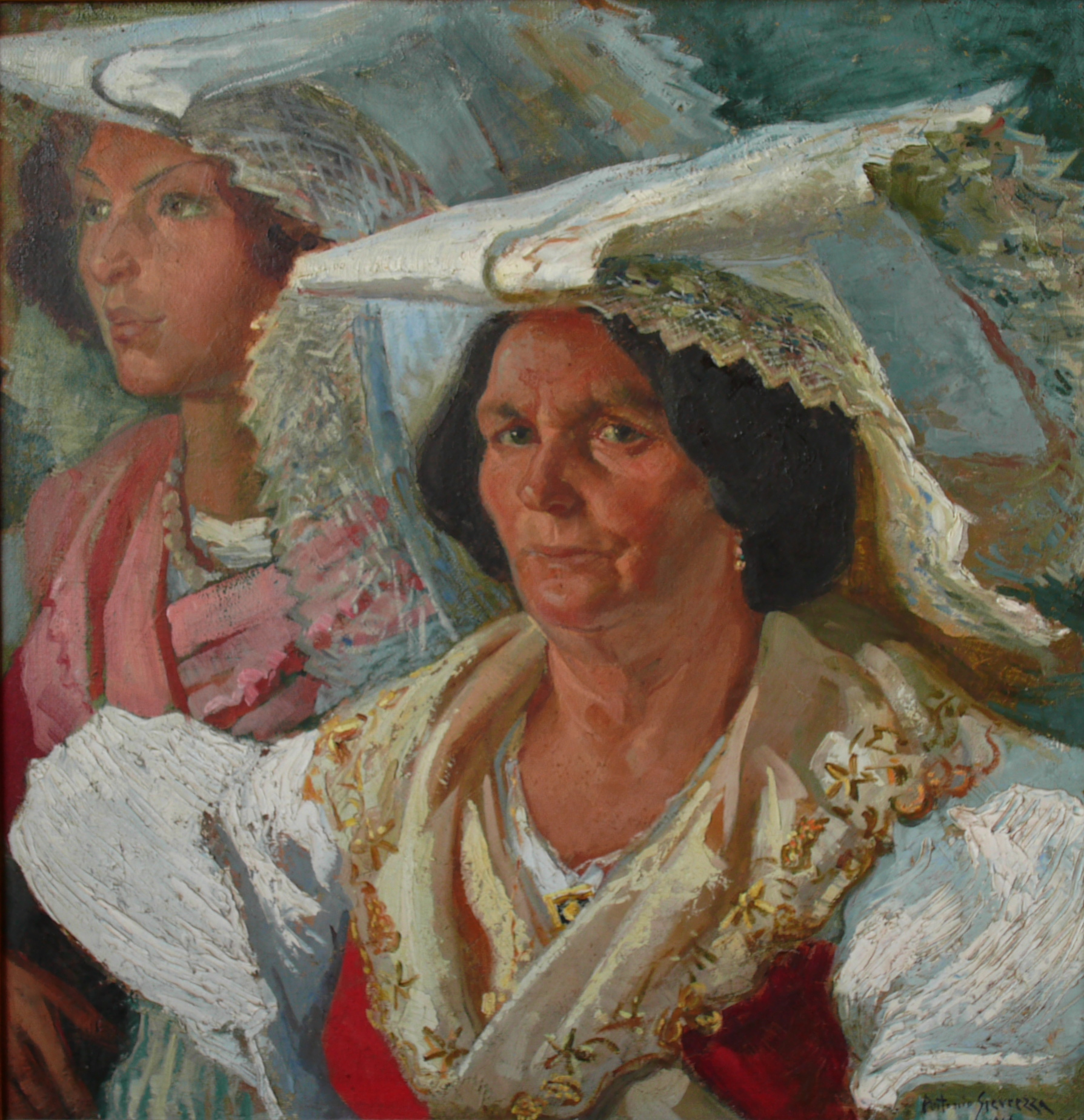
Ritratto di pacchiana, 1956 sur, palazzo municipale di Minturno
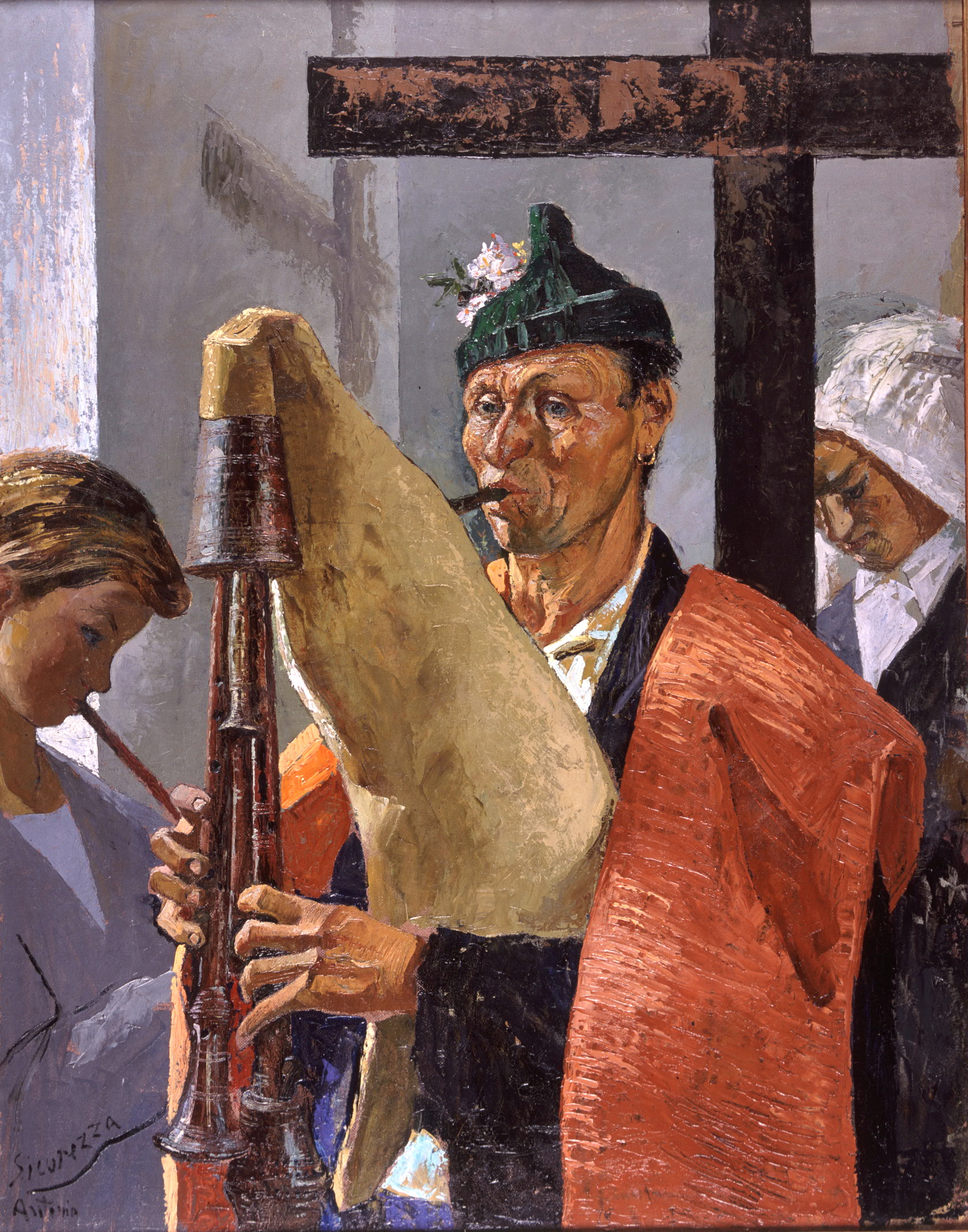
Pellegrini al santuario della Civita, 1960, Sala "Antonio Sicurezza", palazzo municipale di Formia
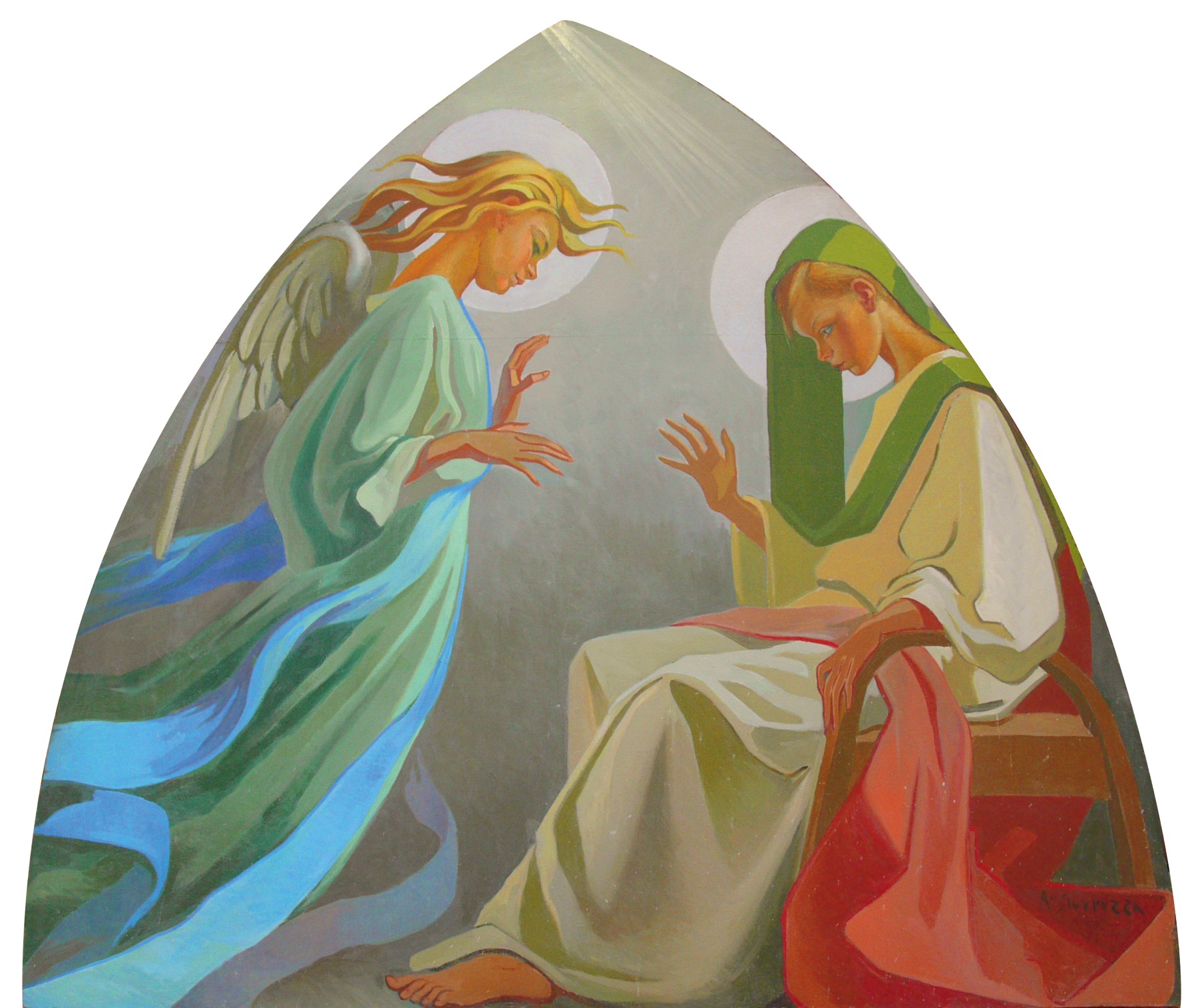
Annunciazione, 1964, Maranola di Formia - Chiesa dell'Annunziata
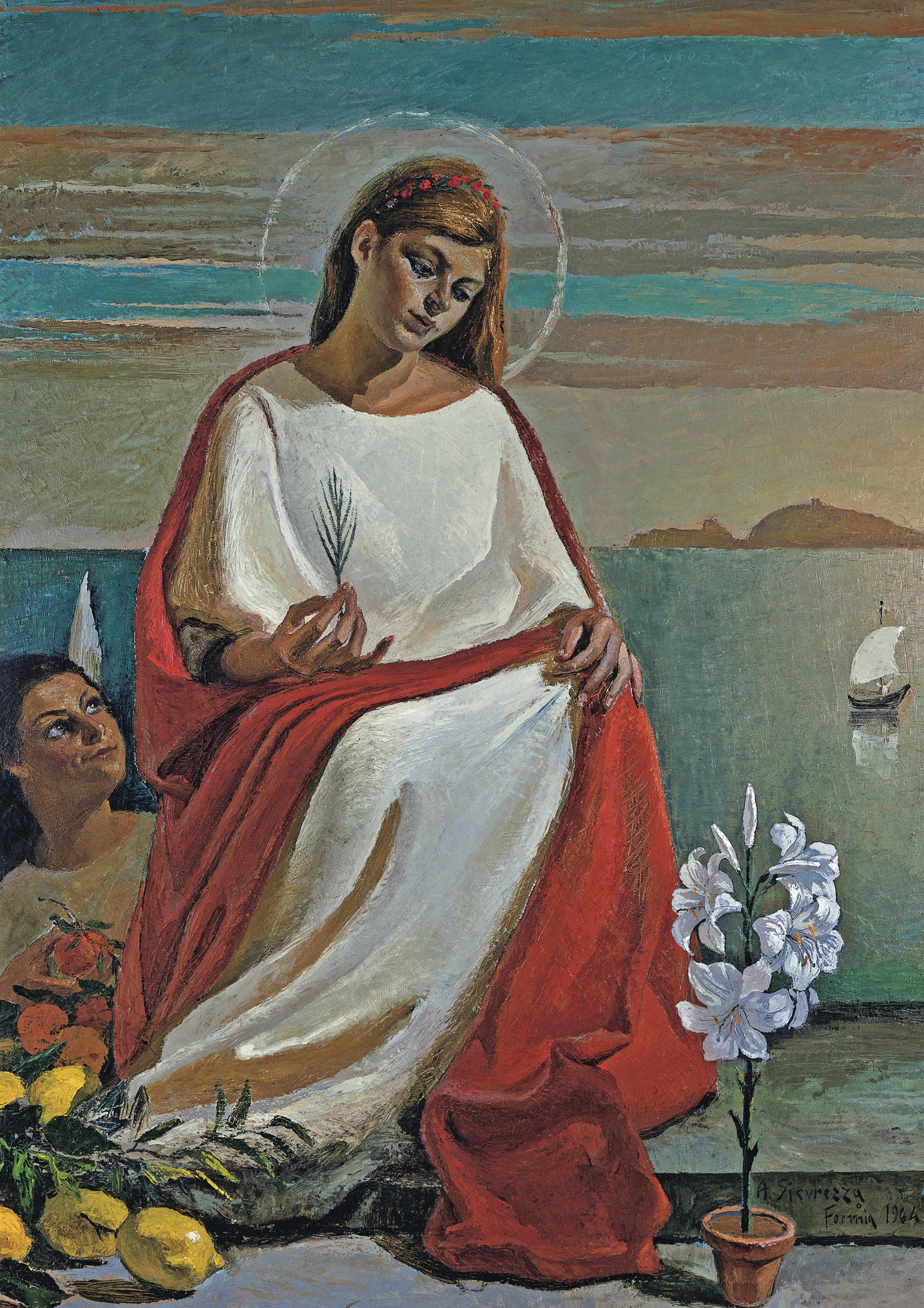
Sant'Albina, 1964, Formia - Chiesa di Sant'Erasmo
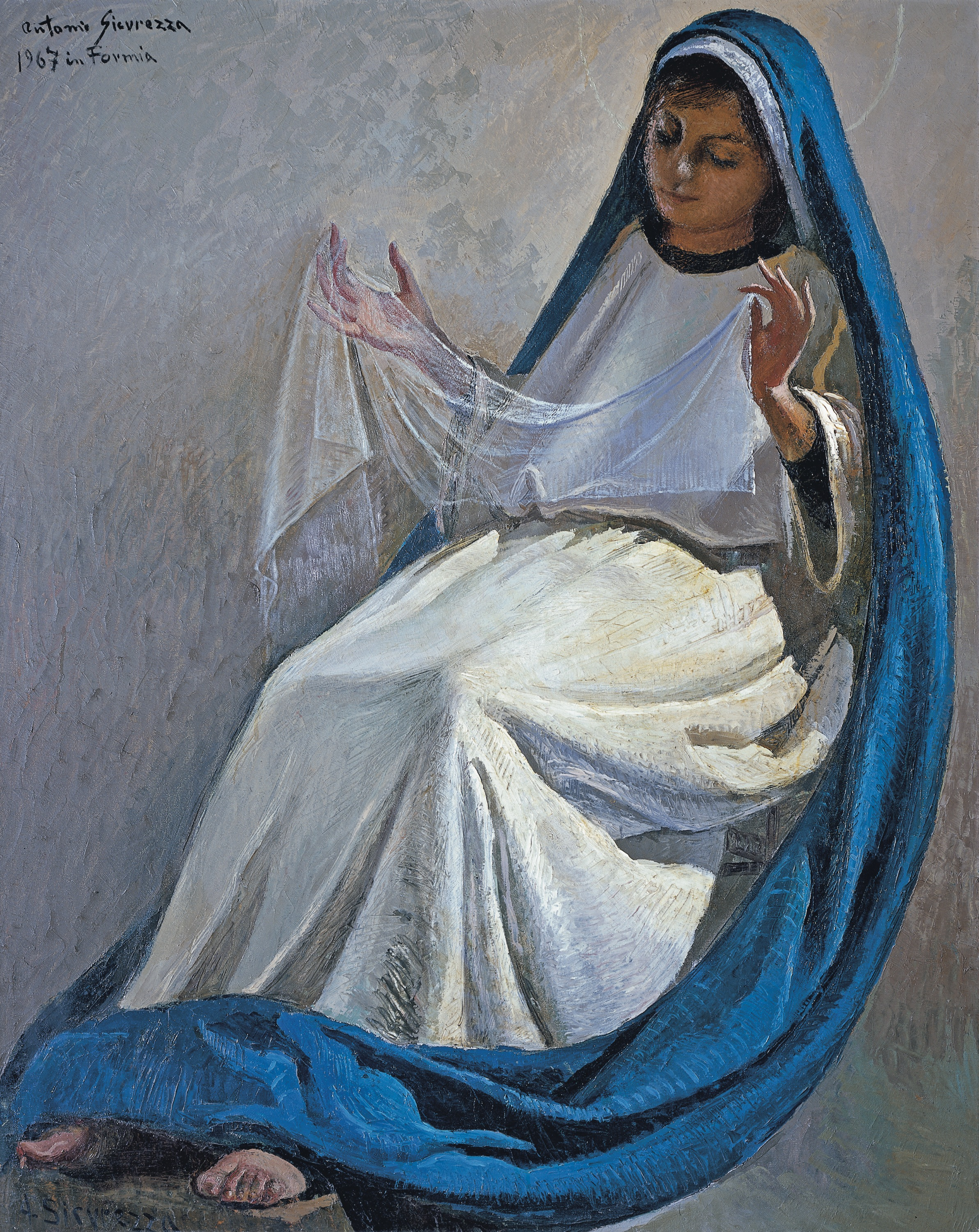
Annunziata, 1967, Formia - Chiesa del Carmine
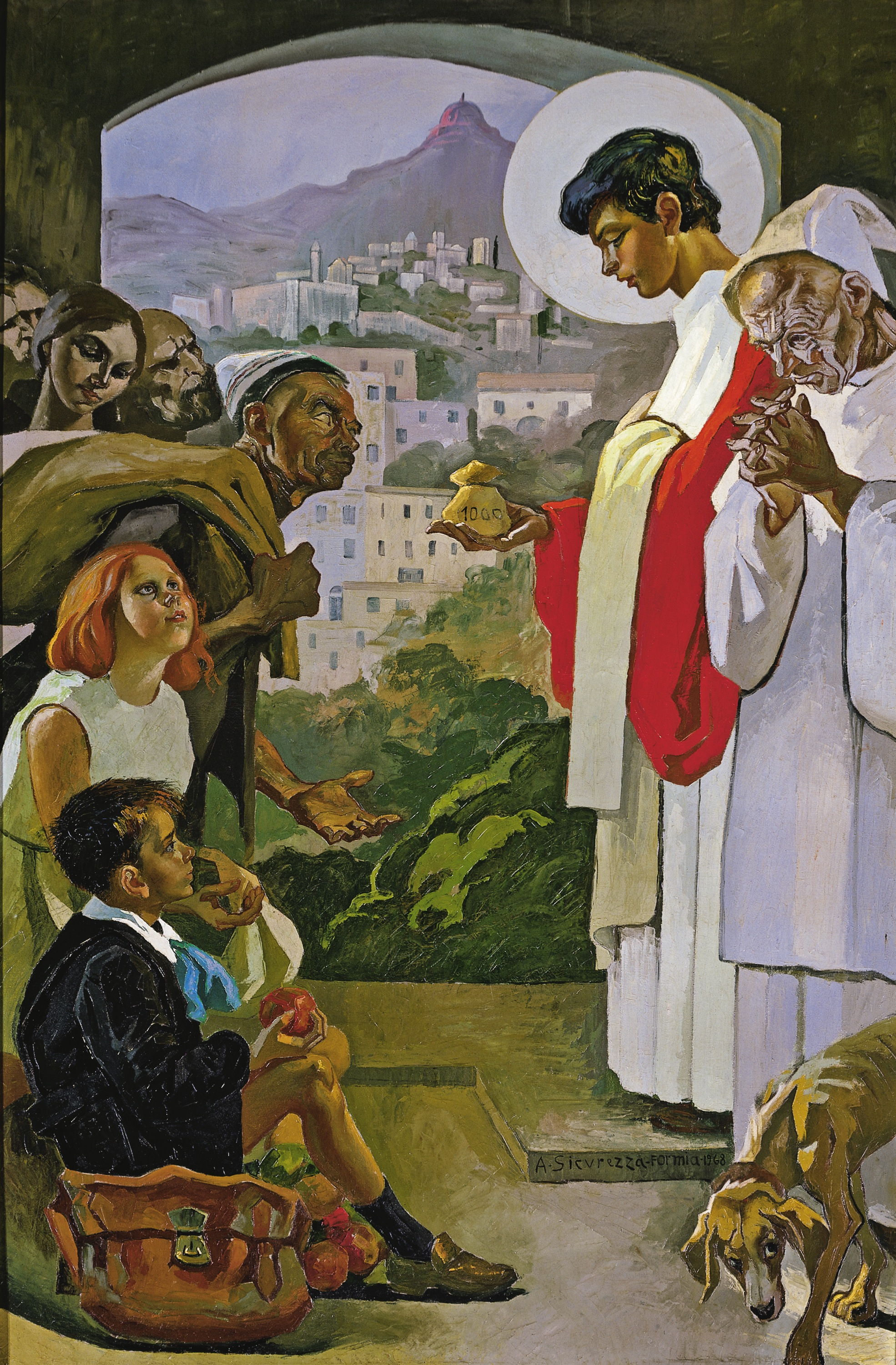
Carità di san Lorenzo, 1968, Formia - Chiesa di San Giovanni Battista
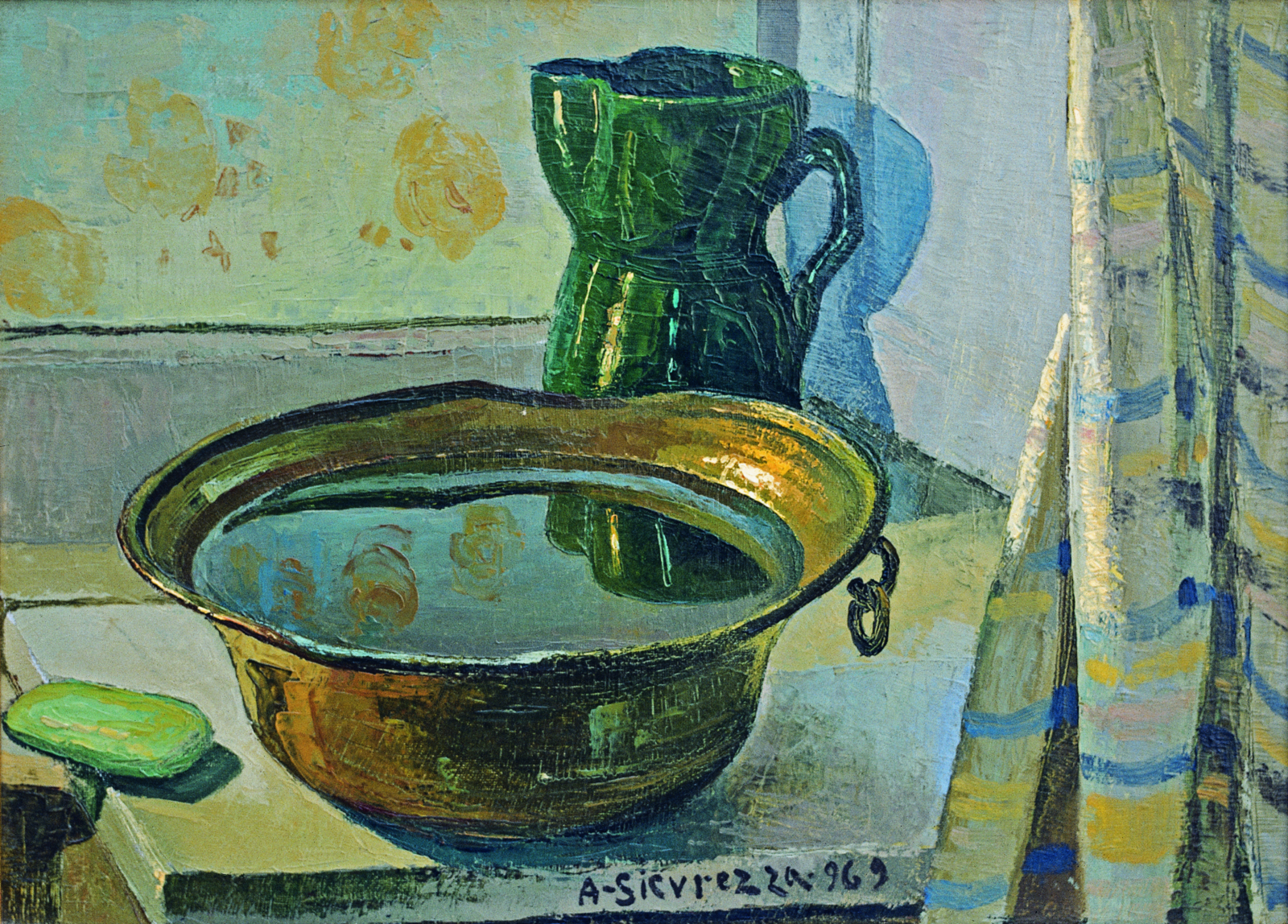
Mani pulite, 1969, collection privée
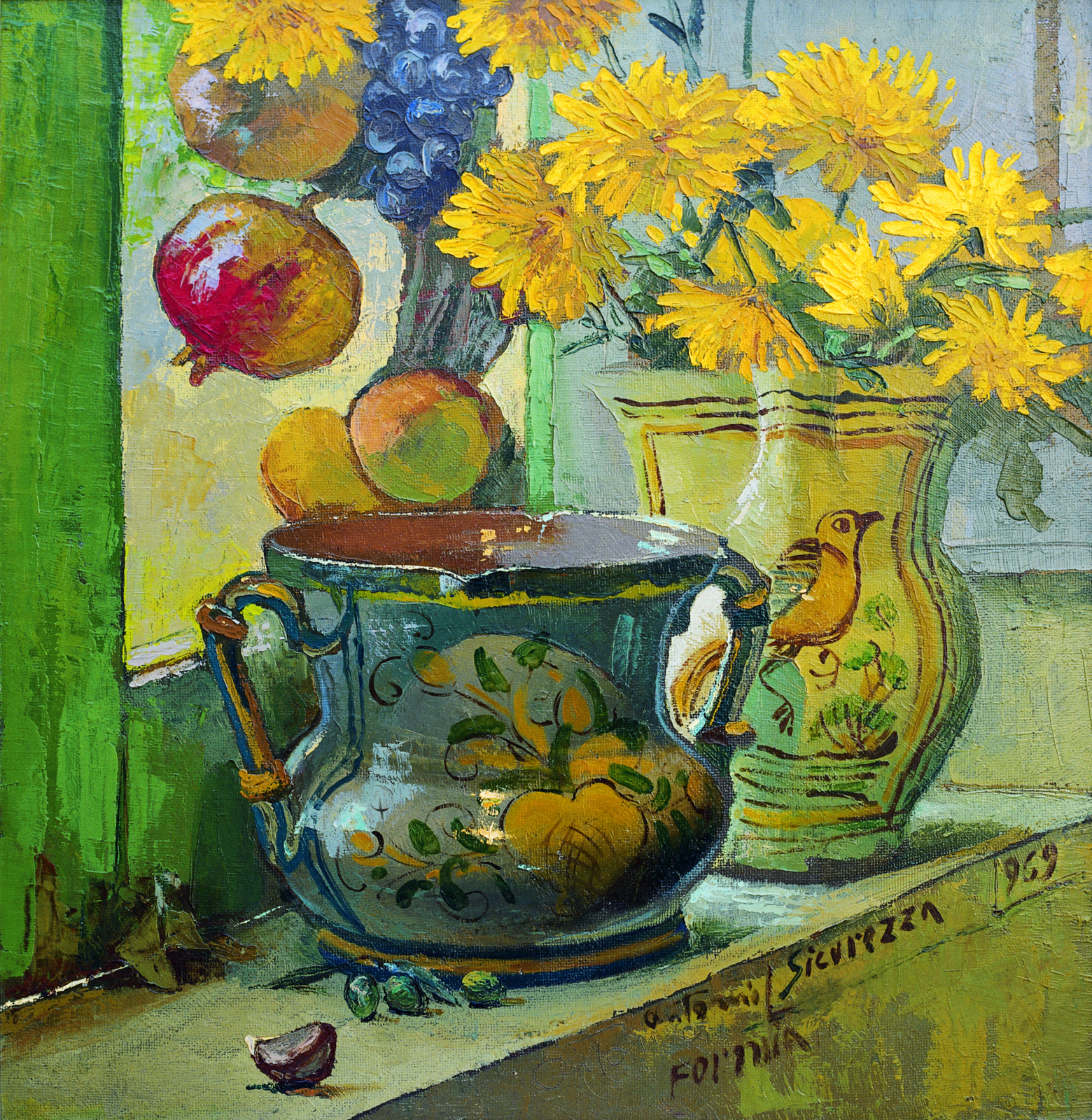
Natura morta con brocche, 1969, collection privée
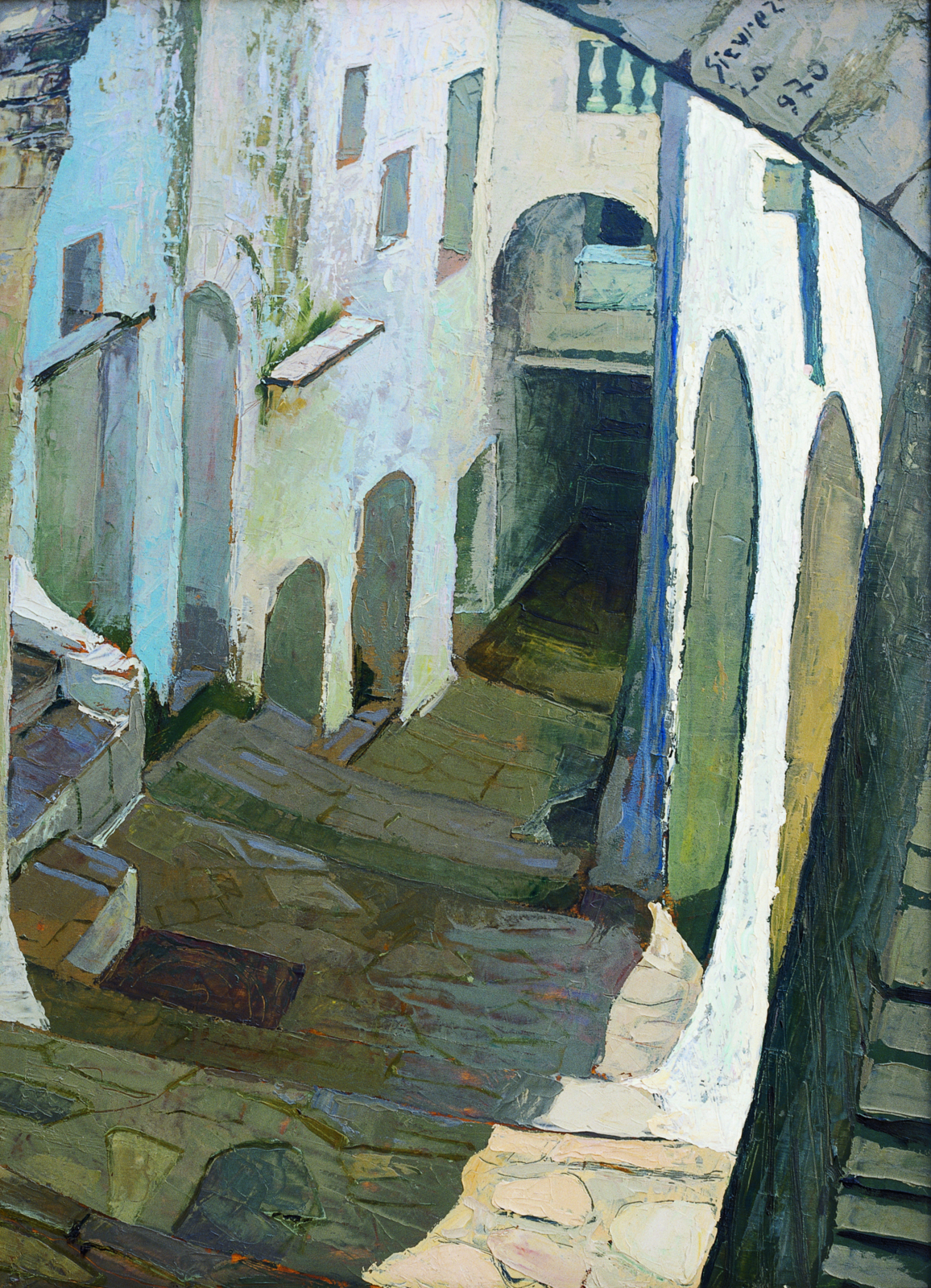
Vicolo di Itri, 1970, collection privée
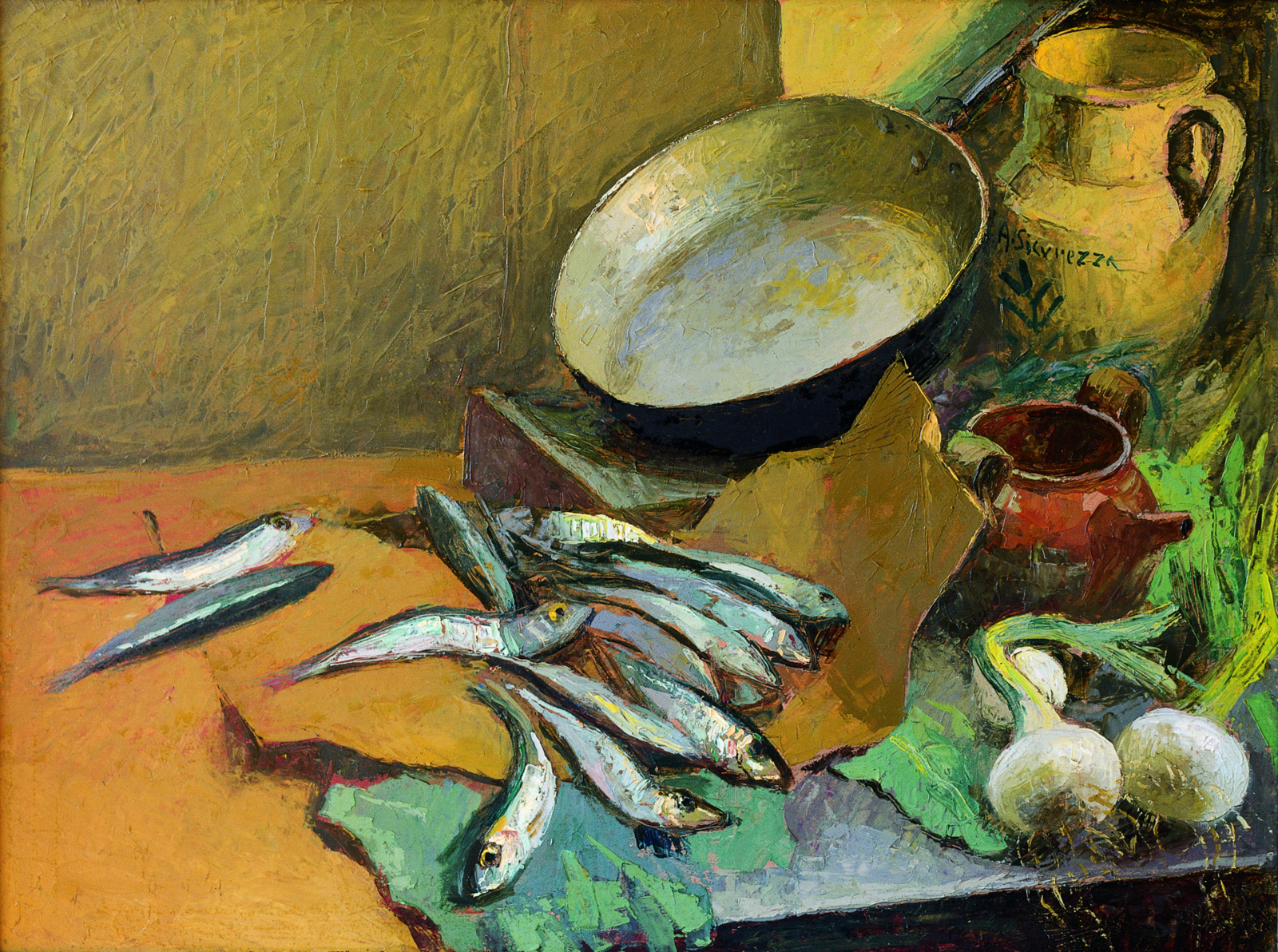
Natura morta con alici, 1972, Sala "Antonio Sicurezza", palazzo municipale di Formia
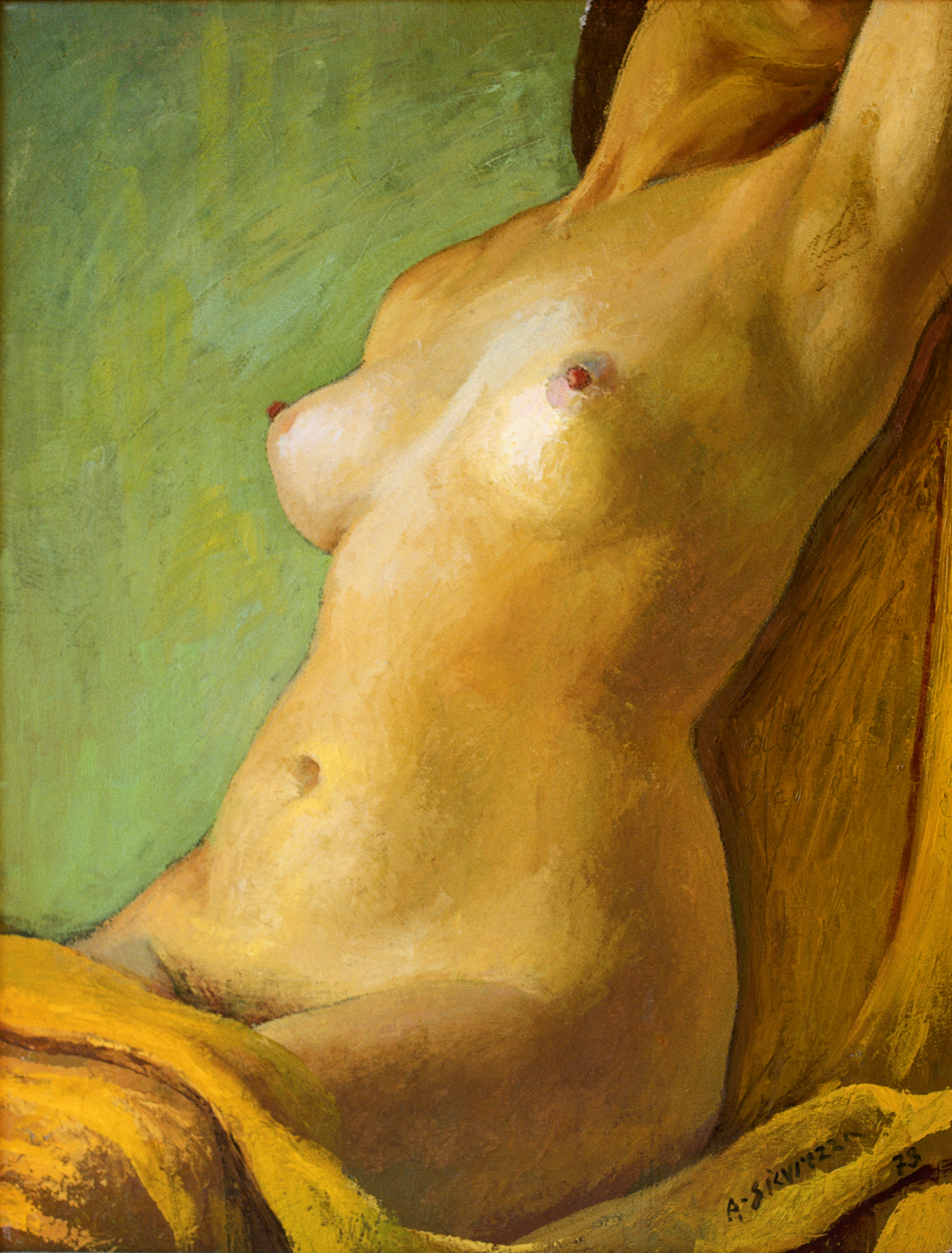
Torso femminile, 1973, collection privée
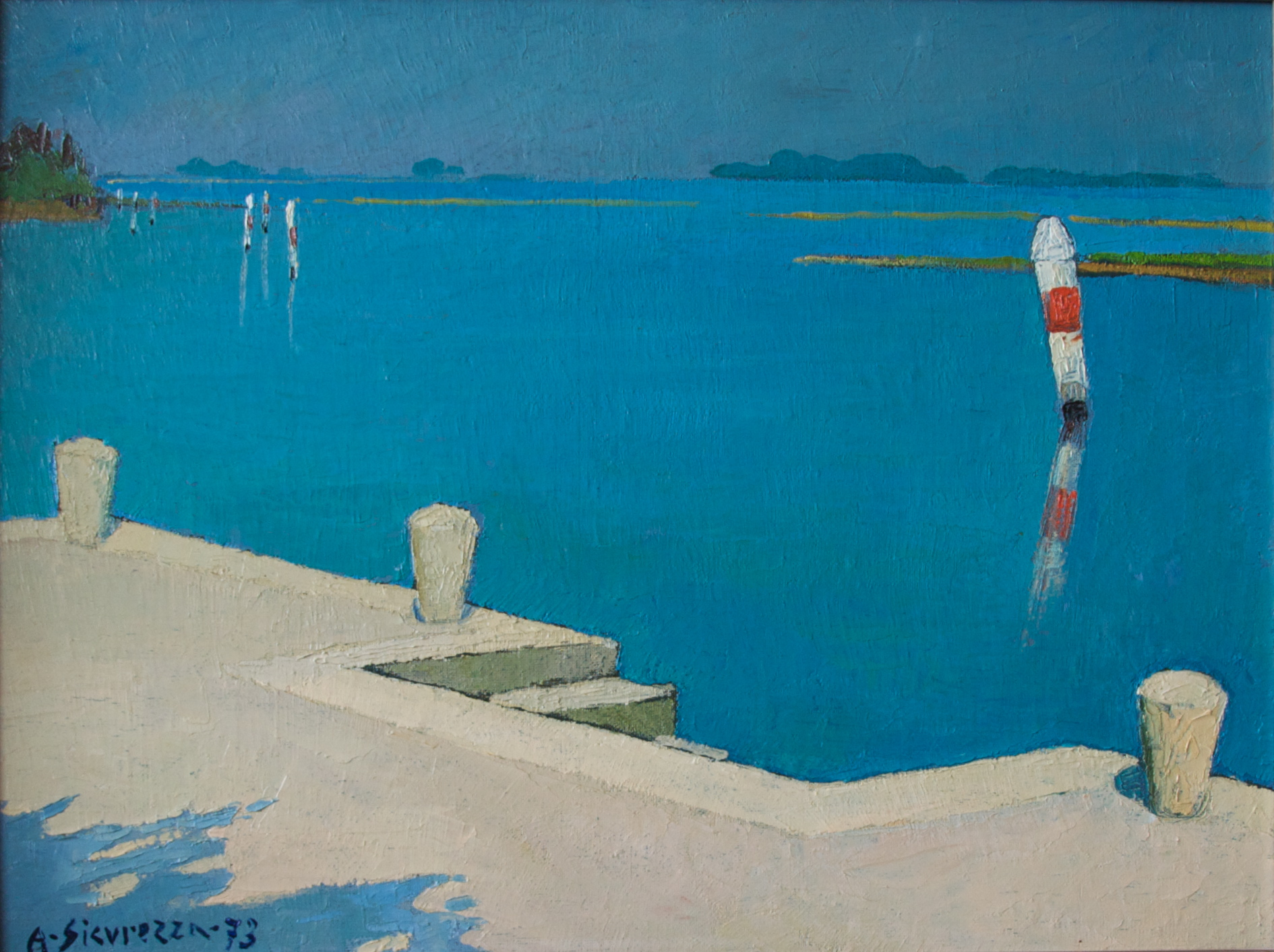
La banchina nella laguna di Grado, 1973, collection privée
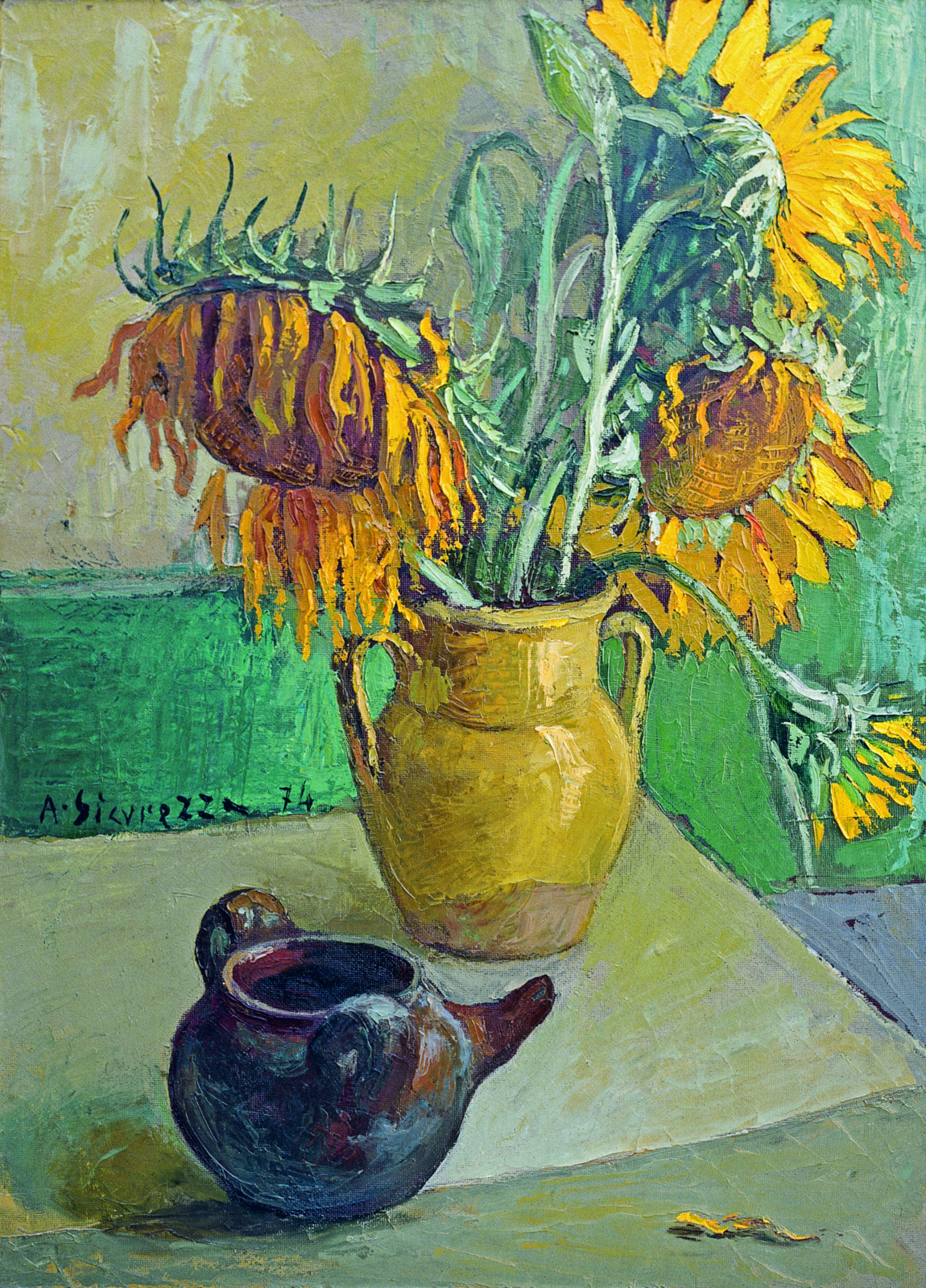
Girasoli, 1974, collection privée
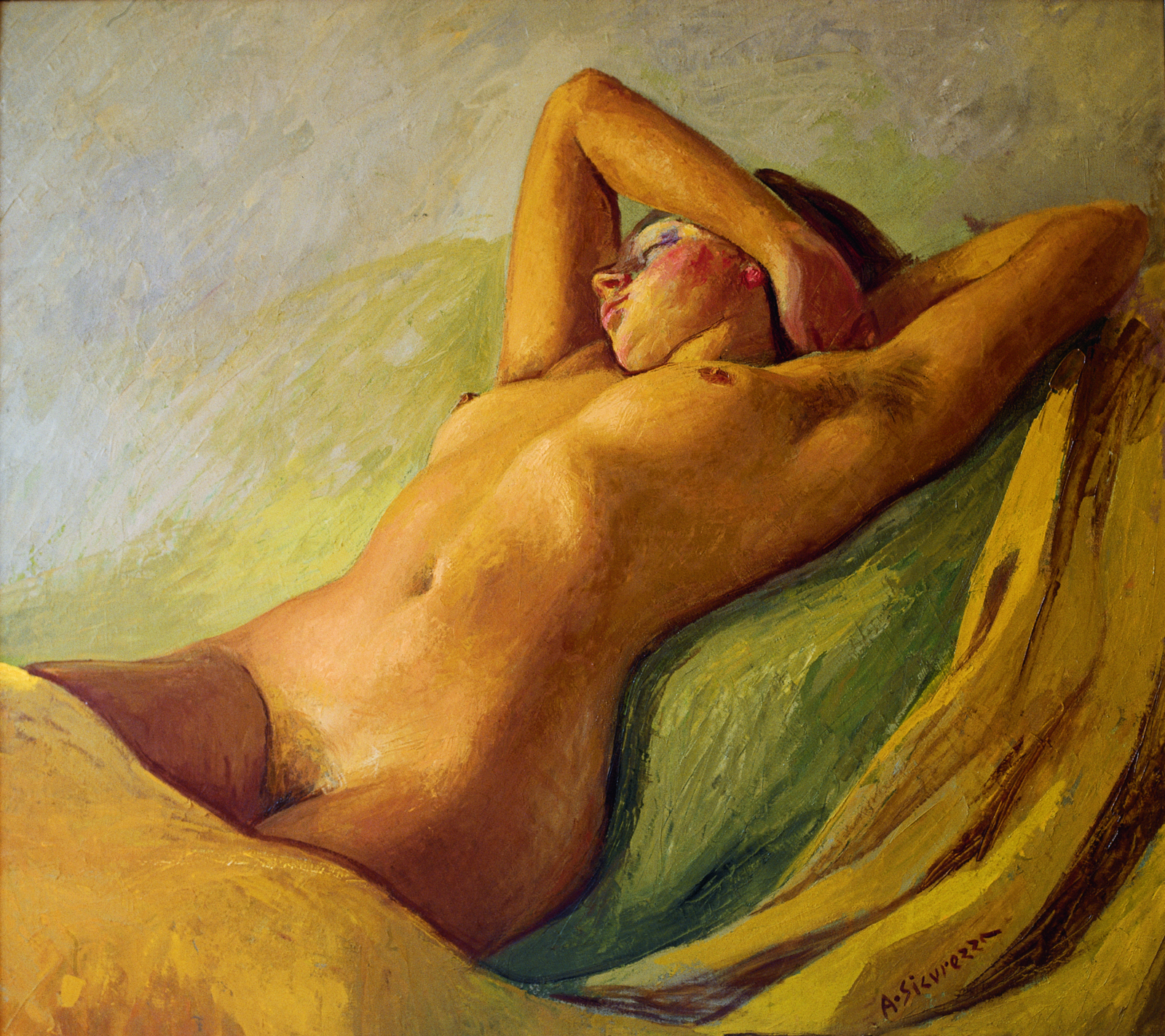
Susanna, 1975 sur, collection privée
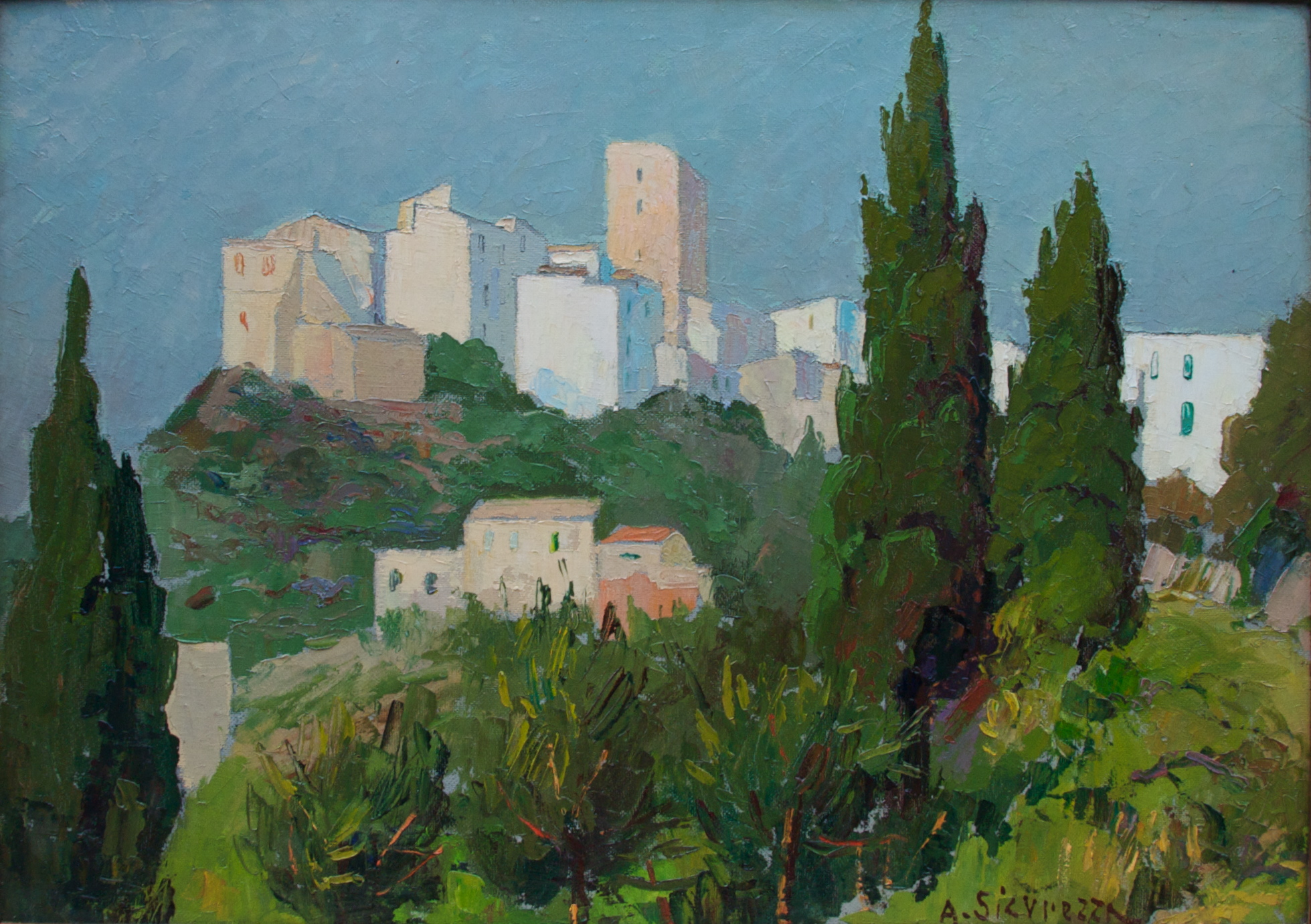
Veduta di Castellonorato, 1975 sur, collection privée
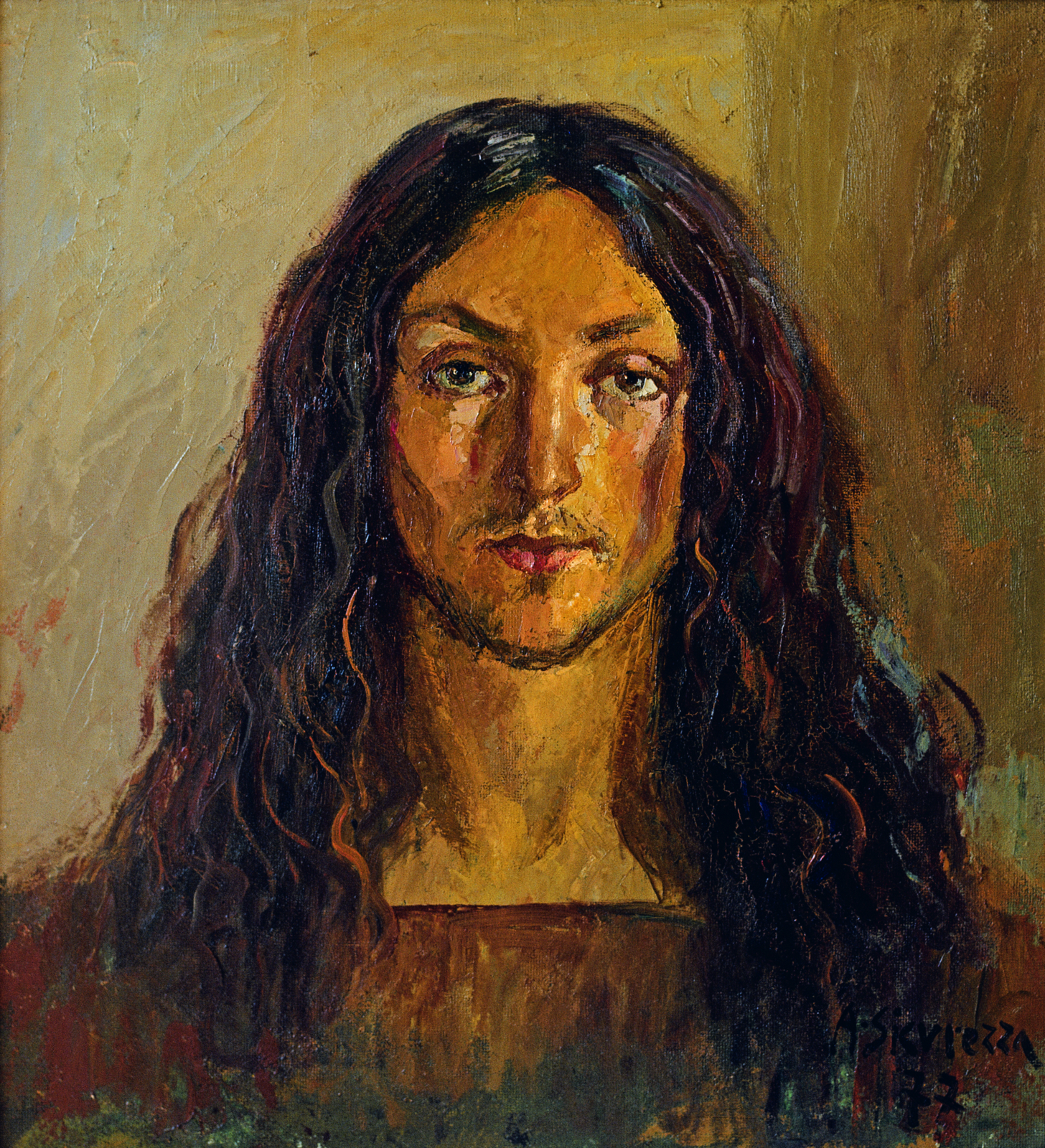
Il Nazareno, 1977, collection privée

## Autres projets
- Site officiel de Antonio Sicurezza